# Marienkirche (Ahrensbök)

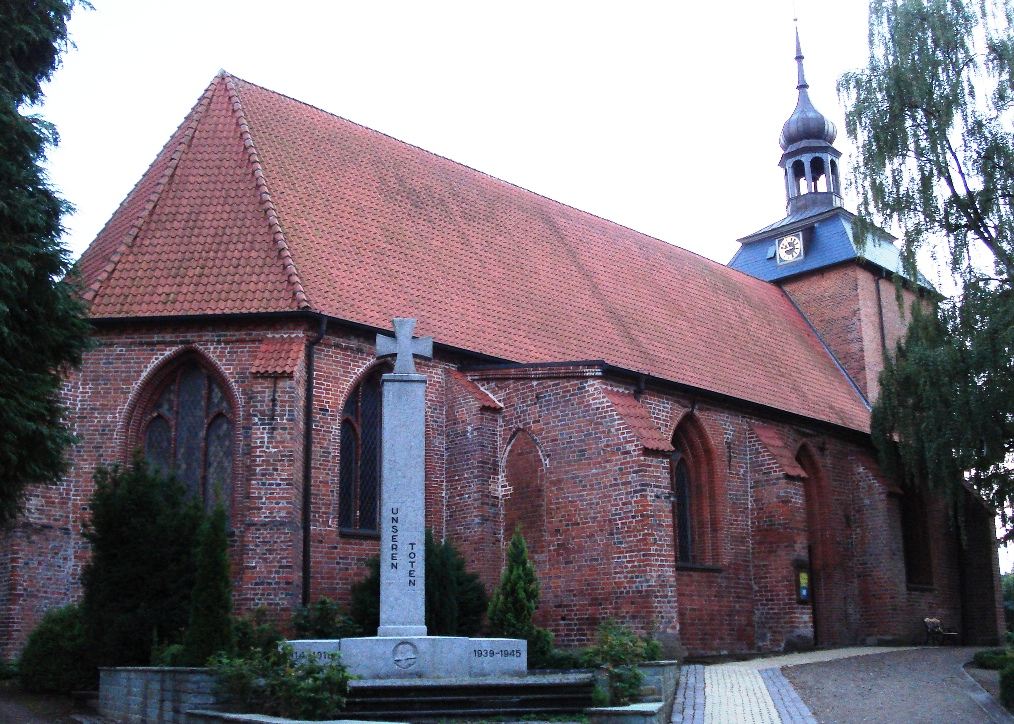
Die Marienkirche in Ahrensbök (aus Nordost)

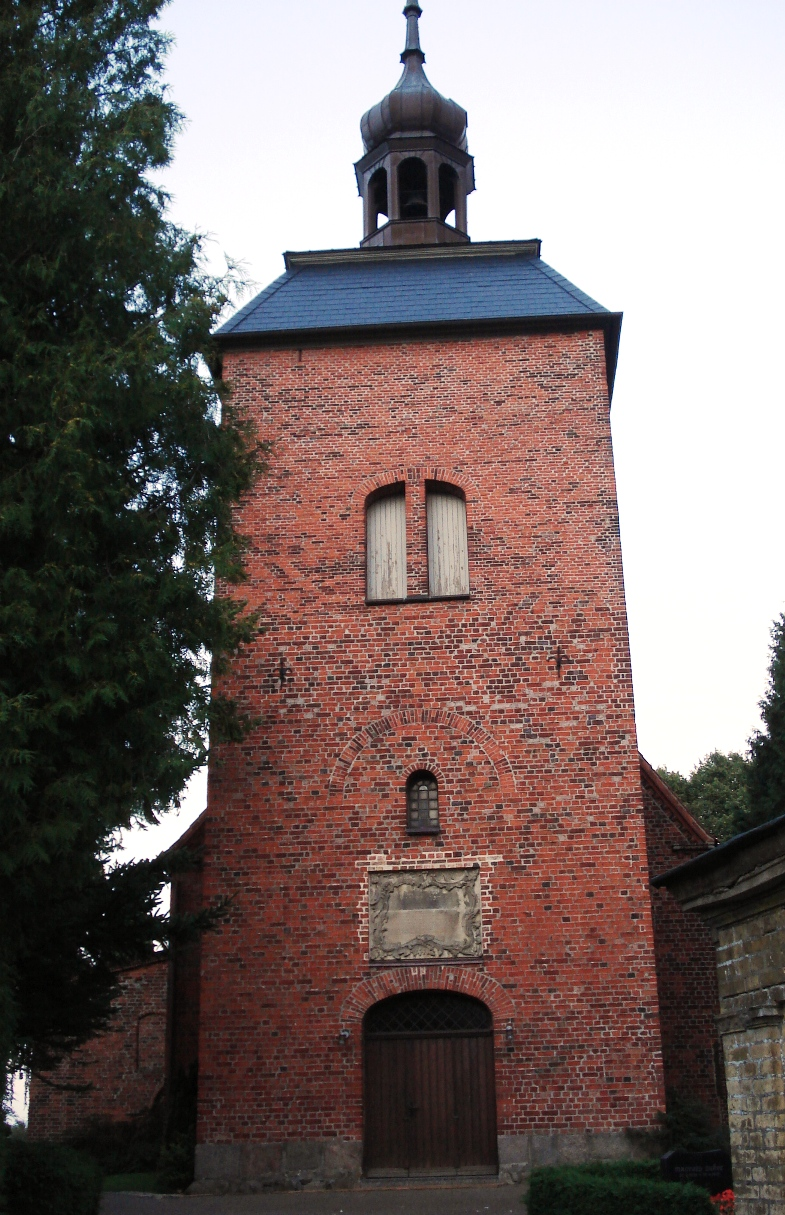
Der Turm der Marienkirche in Ahrensbök (aus Westen)

Die Marienkirche Ahrensbök (meist nur als Ahrensböker Kirche bezeichnet) ist eine Kirche in Ahrensbök im Kreis Ostholstein in Schleswig-Holstein. Sie ist das älteste Gebäude der Gemeinde und das einzige erhaltene Gebäude des ehemaligen Ahrensböker Kartäuserklosters. Die Kirche ist von einem Friedhof umgeben.

## Beschreibung
Es handelt sich um einen gotischen Bau von ca. 40 m Länge und 20 m Breite aus rotem Backstein auf einem Fundament aus behauenen Feldsteinen, mit Spitzbogenfenstern und einem mit Dachziegeln gedeckten Satteldach. Der quadratische Turm hat ein auf Dachfirsthöhe ansetzendes, mit Schiefer gedecktes Dach, das eine mit einer Zwiebelhaube gekrönte Dachlaterne hat. Über dem Portal auf der Westseite des Turmes ist eine beschriftete Sandsteinplatte aus dem Rokoko eingelassen. Die einzige Uhr des Turmes weist nach Osten.

## Geschichte
Die Kirche geht zurück auf eine ca. 1280 errichtete Wallfahrtskapelle, die an dem Ort einer Marienerscheinung über der Buche mit dem Adlernest errichtet wurde. Auch ein wundertätiges Marienbild soll sich in der Kapelle befunden haben.
1328 wurde anstelle der Marienkapelle eine Pfarrkirche von Graf Johann III. gestiftet. Die ältesten Teile der heutigen Kirche stammen aus dieser Zeit. Um 1400 erhielt die Kirche den 5/8-Chor. 1408 wurde die Kirche endgültig zur Klosterkirche des 1387 gegründeten Ahrensböker Kartäuserklosters und bleibt dies bis zur 1564 erfolgten Auflösung des Klosters. 1760/61 wurde der heutige barocke Kirchturm errichtet. 1883 erfolgte eine grundlegende Neueinrichtung des Innenraums der Kirche.
Heute wird die Kirche durch die Ev.-Luth. Kirchengemeinde Ahrensbök für Gottesdienste genutzt.

## Ausstattung
Im Innern der Kirche befindet sich an der Südwand das Ahrensböker Kreuz – ein 3,07 m hohes Kreuz aus gotländischem Kalkstein, das sich auf einem 1,25 m hohen – ebenfalls aus gotländischem Kalkstein gefertigten – Grabstein der Familie Rose befindet. Es gilt als das bedeutendste derartige Kreuz in Schleswig-Holstein. Ursprünglich befand sich das Kreuz an der nördlichen Außenwand der Kirche.
Der ca. 1680 in der Kirche aufgestellte Altar mit Kruzifix war Vorbild für andere Kirchen im Herzogtum Schleswig-Holstein-Plön, zu dem Ahrensbök damals gehörte.

## Glocken

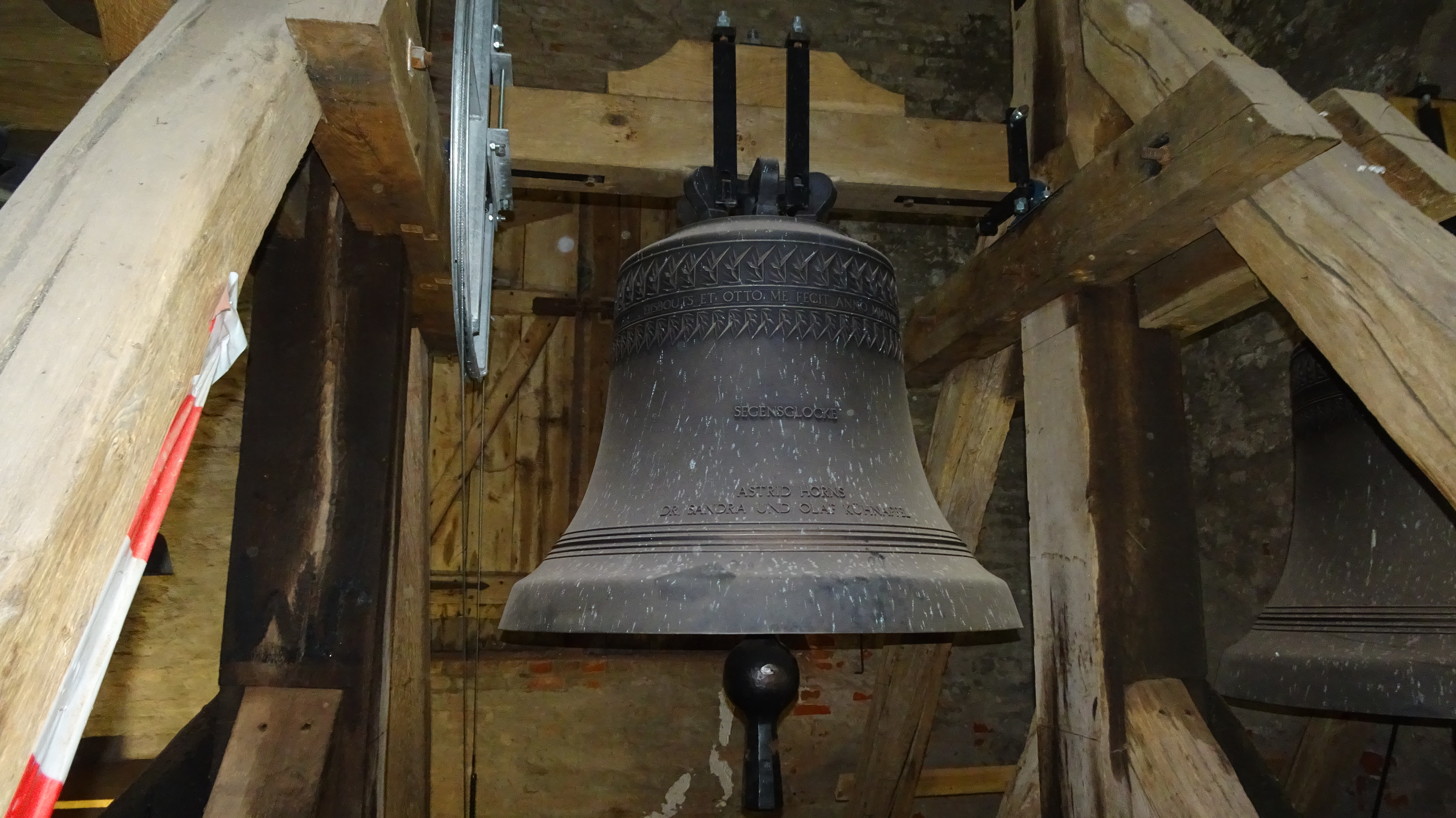
Segensglocke

Im Turm befinden sich seit 2019 drei Bronzeglocken, die von der Klokkengieterij Eijsbouts aus Asten gegossen wurden. Sie haben die Schlagtöne e1, g1, a1. Bis April 2019 hingen im Turm seit 1919 drei Eisenhartgussglocken von der Gießerei Ulrich & Weule, da man sich nach dem Ersten Weltkrieg keine Bronzeglocken als Ersatz für die der Metallspende des deutschen Volkes zum Opfer gefallenen älteren Glocken leisten konnte. Diese Eisenhartgussglocken waren schon Ende des 20. Jahrhunderts in einem sehr schlechtem Zustand und wurden April 2019 aus dem Turm geholt und vor der Kirche abgestellt. Die Schlagtöne der Eisenhartgussglocken sind gleich mit den neuen Glocken.
Erhalten hat sich darüber hinaus eine von Heinrich von Kampen gegossene Glocke aus dem Jahr 1510 mit Maßwerkfries, Stifterwappen und einem Heiligenbild Johannes des Täufers.
| Nr. | Name           | Schlagton | Gießer, Gussort             | Gussjahr | Durchmesser (mm) | Höhe (cm) |
| --- | -------------- | --------- | --------------------------- | -------- | ---------------- | --------- |
| 1   | Marienglocke   | e1        | Royal Eijsbouts, Asten (NL) | 2019     | 125              | 120       |
| 2   | Segensglocke   | g1        | Royal Eijsbouts, Asten (NL) | 2019     | 117              | 100       |
| 3   | Friedensglocke | a1        | Royal Eijsbouts, Asten (NL) | 2019     | 94               | 90        |

## Geistliche
- Ernst Wallroth, Pastor von 1880 bis 1892